# 10304 Івакі
10304 Івакі (10304 Iwaki) — астероїд головного поясу, відкритий 30 вересня 1989 року.
Тіссеранів параметр щодо Юпітера — 3,341.